# 山下範久
山下 範久（やました のりひさ、1971年 - ）は、日本の社会学者、歴史学者。立命館大学グローバル教養学部教授。専門は歴史社会学、世界システム論。

## 略歴
大阪市生まれ。大阪府立天王寺高等学校を経て、1995年、東京大学教養学部卒業。東京大学大学院総合文化研究科及びビンガムトン大学大学院で学ぶ。2001年北海道大学大学院文学研究科助教授（歴史文化論講座）、2007年立命館大学国際関係学部准教授を経て、2010年より立命館大学国際関係学部教授、2019年より立命館大学グローバル教養学部教授。

## 研究
- ニューヨーク州立大ではイマニュエル・ウォーラステインに師事した。現在のところ、ウォーラステインに直接教えを受けた唯一の日本人である。
- A・G・フランクの大著『リオリエント』の翻訳および自らの処女作『世界システム論で読む日本』が知られるほか、ウォーラステインの著作の翻訳、解説も精力的に行なっている。
- ワインに関する造詣が深く、ワイン産業に関する研究もおこなっている。

## 著書

### 単著
- 『世界システム論で読む日本』（講談社〈講談社選書メチエ〉、2003年）
- 『現代帝国論――人類史の中のグローバリゼーション』（日本放送出版協会〈NHKブックス〉、2008年）
- 『ワインで考えるグローバリゼーション』（NTT出版、2009年）
- 『教養としてのワインの世界史』(筑摩書房〈ちくま文庫〉、2018年）

### 編著
- 『帝国論』（講談社〈講談社選書メチエ〉、2006年）
- （安高啓朗・芝崎厚士）『ウェストファリア史観を脱構築する――歴史記述としての国際関係論』（ナカニシヤ出版、2016年）

### 訳書
- アンドレ・グンダー・フランク『リオリエント――アジア時代のグローバル・エコノミー』（藤原書店、2000年）
- イマニュエル・ウォーラーステイン『新しい学――21世紀の脱=社会科学』（藤原書店、2001年）
- イマニュエル・ウォーラーステイン『時代の転換点に立つ――ウォーラーステイン時事評論集成1998-2002』（藤原書店、2002年）
- イマニュエル・ウォーラーステイン『世界を読み解く 2002-3』（藤原書店、2003年）
- イマニュエル・ウォーラーステイン『イラクの未来――世界を読み解く ’04』（藤原書店、2004年）
- イマニュエル・ウォーラーステイン『脱商品化の時代――アメリカン・パワーの衰退と来るべき世界』（藤原書店、2004年）
- イマニュエル・ウォーラーステイン『入門・世界システム分析』（藤原書店、2006年）
- イマニュエル・ウォーラーステイン『ヨーロッパ的普遍主義――近代世界システムにおける構造的暴力と権力の修辞学』（明石書店、2008年）
- エリック・ミラン『資本主義の起源と「西洋の勃興」』（藤原書店、2011年）
- イマニュエル・ウォーラーステイン『知の不確実性――「史的社会科学」への誘い』（監訳・滝口良と共訳、藤原書店、2015年）